# Rezolucja Rady Bezpieczeństwa ONZ nr 2683
Rezolucja Rady Bezpieczeństwa ONZ nr 2683 została przyjęta 30 maja 2023 roku.
Rada przedłużyła w niej embargo na broń wobec Sudanu Południowego do 31 maja 2024 r.